# 6953 Davepierce
6953 Davepierce (1986 PC1) là một tiểu hành tinh vành đai chính được phát hiện ngày 1 tháng 8 năm 1986 bởi E. F. Helin ở Palomar.